# Til Death Do Us Apart
Til Death Do Us Apart ist das Debütalbum der schwedischen Melodic-Death-Metal-Band Degradead, das 2008 von Dockyard 1 veröffentlicht wurde.

## Entstehung
Die Produktion wurde im Studio von In Flames in Göteborg im Herbst 2007 durchgeführt. Der Produzent des Albums war Björn Gelotte, die Co-Produzenten waren Jesper Strömblad und Daniel Svensson. Strömblad, der die Demo-CD Death Row gehört hatte, bot umgehend an, die Band mit zu produzieren. Er sagte über das Album, es sei die „wichtigste“ Album-Veröffentlichung 2008.

## Rezeption
Auf der Webseite Powermetal.de kritisierte Martin van der Laan, dass die Band im Verlauf „der Platte das sehr hohe Niveau des Anfangs nicht halten“ könne. Dennoch könne man „summa summarum durchaus von einem gelungenen Einstand sprechen“. Am besten seien Deagradead, wenn sie Thrash spielten. Das Magazin Rock Hard vergab sieben von zehn Punkten. Andreas Stappert nannte das Album „einen feinen Bastard aus schnörkelloser alter Schule der Marke Dimension Zero und vor allem in den Refrains durchscheinender Moderne in Soilwork-Manier“.

## Titelliste
1. Genetic Waste – 3:50
2. Take Control – 3:36
3. Burned – 3:34
4. Pass Away – 4:40
5. Relations to the Humanity – 4:07
6. The Bloodchain – 3:33
7. The Fallen – 4:14
8. Day of the Dead – 3:36
9. Resemblance of the Past – 4:39
10. Reborn – 3:01
11. Til Death Do Us Apart – 2:16

## Weblink
- Das Album auf der Webseite der Band